# Міністерство оборони Ізраїлю
Міністерство оборони Ізраїлю (івр. מִשְׂרַד הַבִּטָּחוֹן, досл. «міністерство безпеки») — міністерство уряду Ізраїлю, є урядовим департаментом, відповідальним за захист держави Ізраїль від внутрішніх і зовнішніх військових загроз. Його політичним головою є міністр оборони Ізраїлю, а офіс розташований в га-Кір'я, Тель-Авів.
Міністерство оборони контролює більшість ізраїльських сил безпеки, включаючи Збройні сили Ізраїлю (IDF), Військову промисловість Ізраїлю (IMI) та Авіаційну промисловість Ізраїлю (IAI).
Міністерство оборони було створено, коли закінчився британський мандат на Палестину, британська армія полишила Палестину і була утворена держава Ізраїль. До цього під час британського правління єврейські поселення захищали загони ополчення, які передали функцію оборони єврейської держави новоутвореному міністерству.

## Міністр оборони

Прапор міністра оборони

Міністр оборони Ізраїлю (івр. שַׂר הַבִּטָּחוֹן, Sar HaBitahon, lit. Міністр безпеки) очолює міністерство. Посада вважається другою за важливістю посадою в уряді Ізраїлю і, зазвичай, має заступника міністра. Міністр оборони також є постійним членом Військово-політичного кабінету Ізраїлю.
Через велике значення оборонного портфеля прем’єр-міністри часто займали посаду на додаток до своїх прем’єр-міністерських обов’язків; вісім із двадцяти міністрів оборони на сьогоднішній день також були прем'єр-міністрами. Шестеро з них (Моше Даян, Іцхак Рабін, Егуд Барак, Шауль Мофаз, Моше Яалон і Бені Ґанц) також є колишніми начальниками штабів Сил оборони Ізраїлю.
Серед посадових обов’язків міністри оборони є право вимагати адміністративного затримання. Через інтенсивну роботу та напругу між політичним ешелоном і військовим часто виникають розбіжності та розбіжності у поглядах між міністром оборони та начальником Генштабу.

### Список міністрів
| #  | Міністр              | Партія                 | Партія | Уряди             | Початок терміну     | Кінець терміну    | Примітки                                   |
| -- | -------------------- | ---------------------- | ------ | ----------------- | ------------------- | ----------------- | ------------------------------------------ |
| 1  | Давид Бен-Ґуріон     | Мапай                  |        | P, 1, 2, 3, 4     | 14 травня 1948      | 26 січня 1954     | Обслуговуючий прем'єр-міністр              |
| 2  | Пінхас Лавон         | Мапай                  |        | 5                 | 26 січня 1954       | 21 лютого 1955    |                                            |
| –  | Давид Бен-Ґуріон     | Мапай                  |        | 5, 6, 7, 8, 9, 10 | 21 лютого 1955      | 26 червня 1963    | Обслуговуючий прем'єр-міністр              |
| 3  | Леві Ешколь          | Мапай, Alignment       |        | 11, 12, 13        | 26 червня 1963      | 5 червня 1967     | Обслуговуючий прем'єр-міністр              |
| 4  | Моше Даян            | Rafi, Авода, Alignment |        | 13, 14, 15, 16    | 5 червня 1967       | 3 червня 1974     |                                            |
| 5  | Шимон Перес          | Alignment              |        | 17                | 3 червня 1974       | 20 червня 1977    |                                            |
| 6  | Езер Вейцман         | Лікуд                  |        | 18                | 20 червня 1977      | 28 травня 1980    |                                            |
| 7  | Менахем Беґін        | Лікуд                  |        | 18                | 28 травня 1980      | 5 серпня 1981     | Обслуговуючий прем'єр-міністр              |
| 8  | Арієль Шарон         | Лікуд                  |        | 19                | 5 серпня 1981       | 14 лютого 1983    |                                            |
| –  | Менахем Беґін        | Лікуд                  |        | 19                | 14 лютого 1983      | 23 лютого 1983    | Обслуговуючий прем'єр-міністр              |
| 9  | Моше Аренс           | Лікуд                  |        | 19, 20            | 23 лютого 1983      | 13 вересня 1984   |                                            |
| 10 | Іцхак Рабин          | Alignment              |        | 21, 22, 23        | :en:13 вересня 1984 | 15 березня 1990   |                                            |
| 11 | Іцхак Шамір          | Лікуд                  |        | 23                | 15 березня 1990     | 11 червня 1990    | Обслуговуючий прем'єр-міністр              |
| –  | Моше Аренс           | Лікуд                  |        | 24                | 11 червня 1990      | 13 липня 1992     |                                            |
| –  | Іцхак Рабин          | Авода                  |        | 25                | 13 липня 1992       | 4 листопада 1995  | Обслуговуючий прем'єр-міністр, вбитий      |
| –  | Шимон Перес          | Авода                  |        | 25, 26            | 4 листопада 1995    | 18 червня 1996    | Обслуговуючий прем'єр-міністр              |
| 12 | Іцхак Мордехай       | Лікуд                  |        | 27                | 18 червня 1996      | 25 січня 1999     |                                            |
| –  | Моше Аренс           | Лікуд                  |        | 27                | 27 січня 1999       | 6 липня 1999      |                                            |
| 13 | Егуд Барак           | Єдиний Ізраїль         |        | 28                | 6 липня 1999        | 7 березня 2001    | Обслуговуючий прем'єр-міністр              |
| 14 | Біньямін Бен-Еліезер | Авода                  |        | 29                | 7 березня 2001      | 2 листопада 2002  |                                            |
| 15 | Шауль Мофаз          | Лікуд                  |        | 29, 30            | 4 листопада 2002    | 4 травня 2006     |                                            |
| 16 | Амір Перес           | Авода                  |        | 31                | 4 травня 2006       | 18 червня 2007    |                                            |
| –  | Егуд Барак           | Авода, Independence    |        | 31, 32            | 18 червня 2007      | 18 березня 2013   |                                            |
| 17 | Моше Яалон           | Лікуд                  |        | 33, 34            | 18 березня 2013     | 22 травня 2016    |                                            |
| –  | Беньямін Нетаньягу   | Лікуд                  |        | 34                | 22 травня 2016      | 30 травня 2016    | Обслуговуючий прем'єр-міністр              |
| 18 | Авігдор Ліберман     | Наш дім Ізраїль        |        | 34                | 30 травня 2016      | 18 листопада 2018 |                                            |
| 19 | Беньямін Нетаньягу   | Лікуд                  |        | 34                | 18 листопада 2018   | 8 листопада 2019  | Обслуговуючий прем'єр-міністр              |
| 20 | Нафталі Бенет        | New Right              |        | 34                | 8 листопада 2019    | 17 травня 2020    |                                            |
| 21 | Бені Ґанц            | Кахоль-Лаван           |        | 35, 36            | 17 травня 2020      | 29 грудня 2022    | Обіймає посаду заступника прем'єр-міністра |
| 22 | Йоав Ґалант          | Лікуд                  |        | 37                | 29 грудня 2022      | 5 листопада 2024  |                                            |

### Заступники міністра
| #  | Міністр            | Партія         | Уряди         | Початок терміну  | Кінець терміну    |
| -- | ------------------ | -------------- | ------------- | ---------------- | ----------------- |
| 1  | Шимон Перес        | Мапай          | 9, 10, 11, 12 | 21 грудня 1959   | 25 травня 1965    |
| 2  | Цві Дінштейн       | Alignment      | 13            | 17 January 1966  | 5 червня 1967     |
| 3  | Мордехай Ціпорі    | Лікуд          | 18, 19        | 28 червня 1977   | 10 жовтня 1983    |
| 4  | Міхаель Декель     | Лікуд          | 21, 22        | 3 грудня 1985    | 21 листопада 1988 |
| 5  | Овадія Елі         | Лікуд          | 24            | 8 червня 1991    | 13 червня 1992    |
| 6  | Мордехай Гюр       | Авода          | 25            | 4 серпня 1992    | 16 червня 1995    |
| 7  | Орі Орр            | Авода          | 26            | 27 листопад 1995 | 18 червня 1996    |
| 8  | Сільван Шалом      | Лікуд          | 27            | 9 липня 1997     | 6 липня 1999      |
| 9  | Ефраїм Сне         | Єдиний Ізраїль | 28            | 5 серпня 1999    | 7 березня 2001    |
| 10 | Даля Рабін-Пелософ | Авода          | 29            | 7 березня 2001   | 1 серпня 2002     |
| 11 | Вейцман Ширі       | Авода          | 29            | 12 серпня 2002   | 2 листопада 2002  |
| 12 | Зєев Бойм          | Лікуд Кадіма   | 30            | 5 березня 2003   | 18 січня 2006     |
| –  | Ефраїм Сне         | Авода          | 31            | 30 жоатня 2006   | 18 червня 2007    |
| 13 | Вільнай, Матан     | Авода          | 31, 32        | 2 липня 2007     | 18 січня 2011     |
| 14 | Дані Данон         | Лікуд          | 33            | 18 березня 2013  | 15 липня 2014     |
| 15 | Бен-Даган, Елі     | Єврейський дім | 34            | 19 травня 2015   | 3 жовтня 2019     |
| 16 | Алон Шустер        | Blue and White | 36            | 28 червня 2021   |                   |

## Генеральні директори

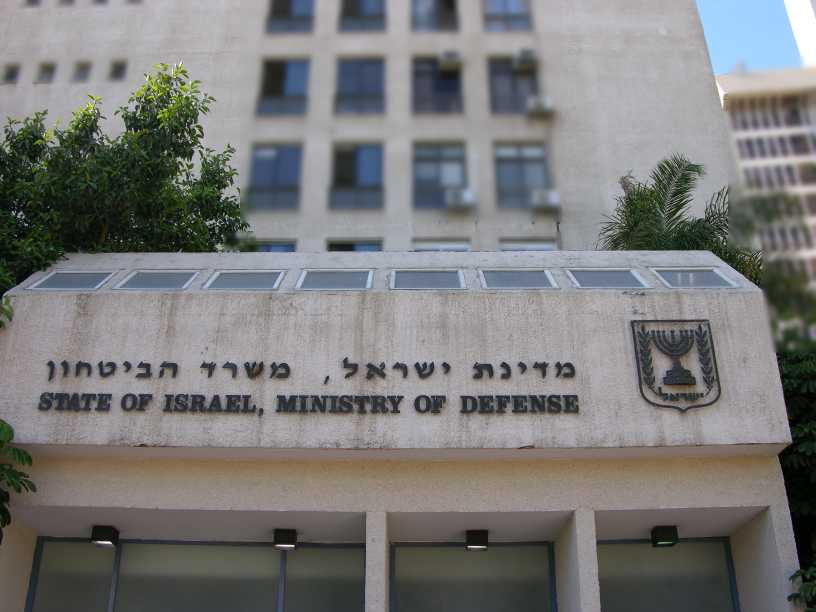
Міністерство оборони

| #  | Генеральний директор | Початок терміну | Кінець терміну |
| -- | -------------------- | --------------- | -------------- |
| 1  | Леві Ешкол           | 1948            | 1948           |
| 2  | Еліезер Пері         | 1948            | 1949           |
| 3  | Пінхас Сапір         | 1949            | 1951           |
| 4  | Зеєв Шинд            | 1951            | 1952           |
| 5  | Шимон Перес (acting) | 1952            | 1953           |
| –  | Шимон Перес          | 1953            | 1959           |
| 6  | Ашер Бен-Натан       | 1959            | 1960           |
| –  | Ашер Бен-Натан       | 1960            | 1965           |
| 7  | Моше Касті           | 1965            | 1970           |
| 8  | Ешаягу Лаві          | 1970            | 1972           |
| 9  | Іцхак Іроні          | 1972            | 1975           |
| 10 | Пінхас Зусман        | 1975            | 1978           |
| 11 | Йозеф Мааян          | 1978            | 1981           |
| 12 | Авраам Бен Йозеф     | 1981            | 1982           |
| 13 | Аарон Бет-Галахмі    | 1982            | 1983           |
| 14 | Менахем Марон        | 1983            | 1986           |
| 15 | Девід Іврі           | 1986            | 1996           |
| 16 | Ілан Біран           | 1996            | 1999           |
| 17 | Амос Ярон            | 1999            | 2005           |
| 18 | Якоб Торен           | 2005            | 2006           |
| 19 | Габі Ашкеназі        | 2006            | 2007           |
| 20 | Пінхас Бухріс        | 2007            | 2010           |
| 21 | Ехуд Шані            | 2010            | 2013           |
| 22 | Ден Харел            | 2013            | 2016           |
| 23 | Уді Адам             | 2016            | 2020           |
| 24 | Амір Ешель           | 2020            | теперішній час |

## Структура
- Міністерство оборони тилу на чолі із заступником міністра оборони
- Національне управління з надзвичайних ситуацій Ізраїлю, Рахель
- Управління з розвитку зброї та технологічної інфраструктури, Maf'at
- Координатор діяльності уряду на територіях, Матпаш
- Директор служби безпеки оборонного закладу Мальмаб
- Контролер оборонних установ
- Оборона політична філія, Абтам
- Директорат міжнародного оборонного співробітництва, (івр. האגף לייצוא ביטחוני (סיבט)) [6][7]
- Комп'ютерні та управлінські інформаційні системи, Малам – Центр обробки даних
- Логістичні операції та нерухомість Відділення, Емун
- Оборона Соціальна галузь
- Департамент оборонного експортного контролю, Апі
- Дирекція танкової програми
- Дирекція закупівель і виробництва, Манхар
- Управління з надзвичайних ситуацій, м. Мелах
- Омбудсмен для солдатів, Нахал
- Фонд та частина звільнених воїнів
- Відділ сім’ї та пам’яті
- Відділення реабілітації інвалідів